# Saltillo (Indiana)
Pour les articles homonymes, voir Saltillo (homonymie).
Saltillo est une municipalité située dans le comté de Washington, dans l’État de l'Indiana, aux États-Unis. Lors du recensement de 2020, elle compte 94 habitants.